# Ainu kaisei
Ainu kaisei (jap. アイヌカイセイ) – yōkai (straszydło, zjawa, potwór) występujący w ajnoskich opowieściach ludowych. Nosi zniszczony attoshi (ubranie z kory drzewa). Pojawia się w starych lub niezamieszkanych domach. Sprawia ból w klatce piersiowej i na szyi zasypiającym lub umierającym ludziom. W języku ajnoskim słowo kaisei oznacza "zwłoki".